# Daihatsu Naked
Daihatsu Naked (яп. ダイハツ・ネイキッド, хепбёрн Daihatsu Neikiddo) — кей-кар, выпускавшийся с 1999 по 2004 год японской компанией Daihatsu.

## Описание
Впервые Daihatsu Naked был представлен в 1997 году на Токийском автосалоне. Серийный выпуск модели начался в ноябре 1999 года.
Daihatsu Naked оснащался бензиновым двигателем объёмом 658 см3. Коробка передач — пятиступенчатая механическая или четырёхступенчатая автоматическая. Привод — передний или полный.
Конкурентами модели являлись Rover Streetwise, Citroën C3 XTR и Volkswagen CrossPolo. Стиль интерьера напоминает Fiat Panda.
В апреле 2004 года автомобиль был снят с производства.

## Двигатели
Daihatsu Naked оснащался двигателями серии E. Атмосферный двигатель EF-VE развивает мощность 43 кВт (58 л. с.), в то время как турбированный двигатель EF-DET (Naked Turbo G) развивает мощность 47 кВт (64 л. с.).

## Галерея

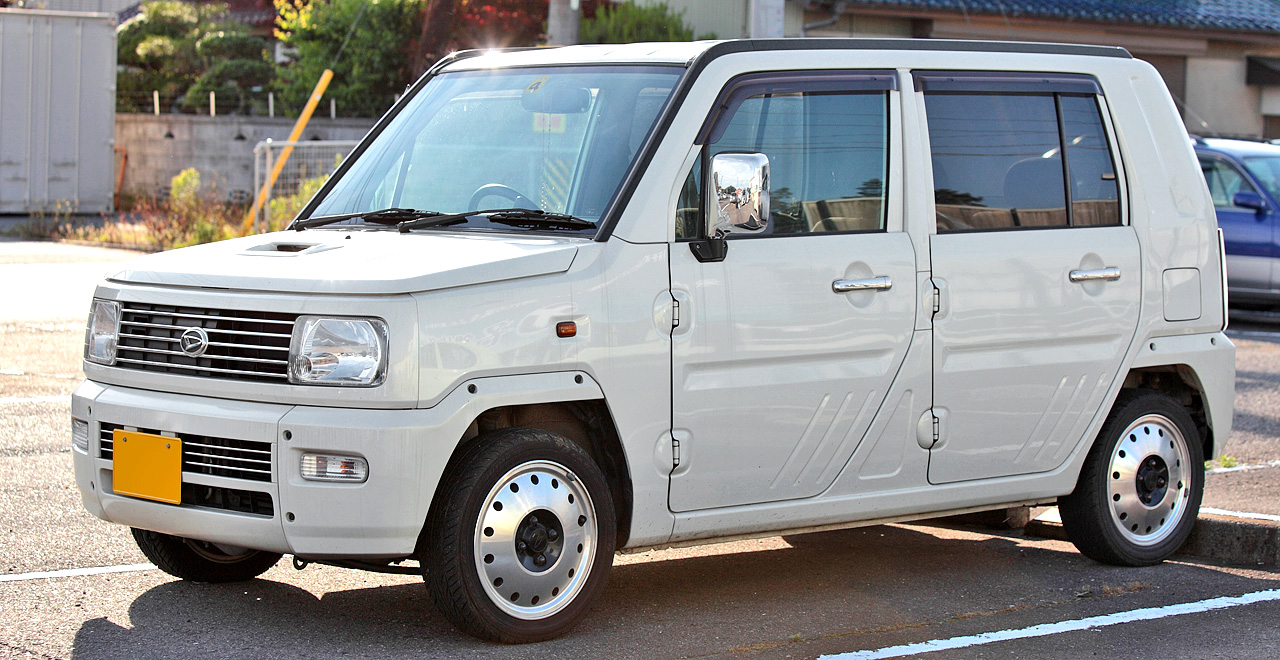
Daihatsu Naked Turbo F (L750S)
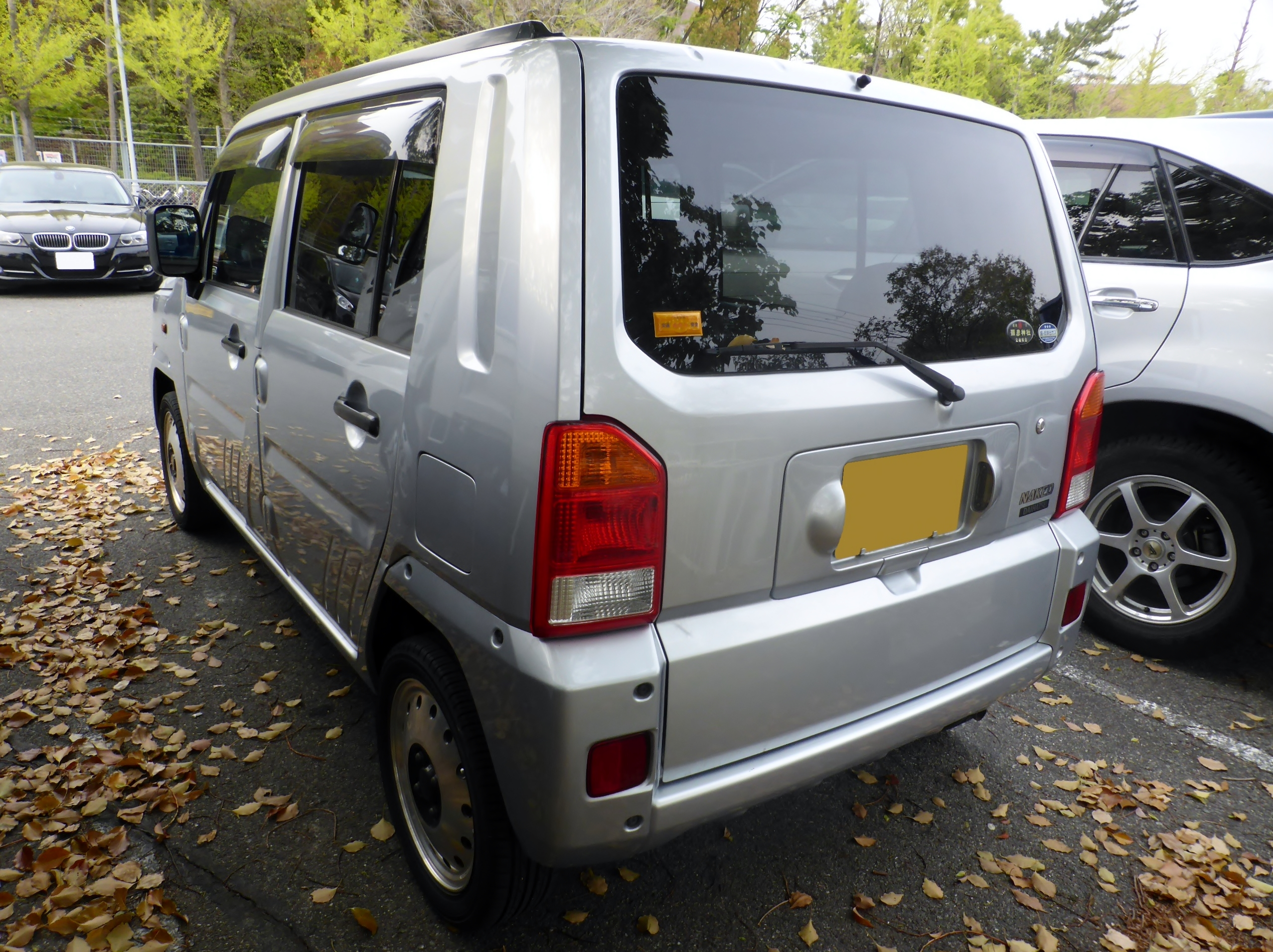
Daihatsu Naked G Limited (L750S)
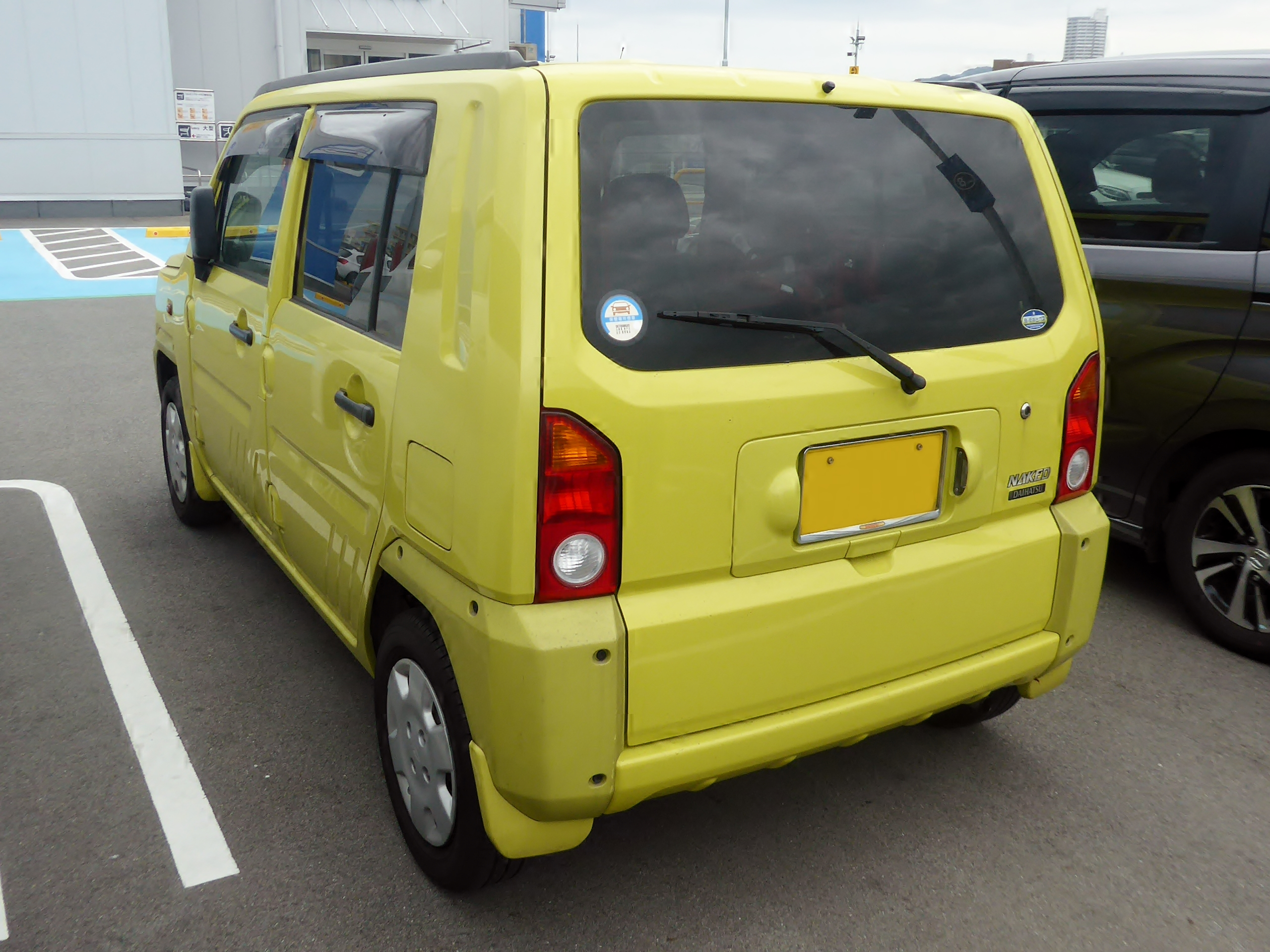
Daihatsu Naked G